# Con dê gánh tội

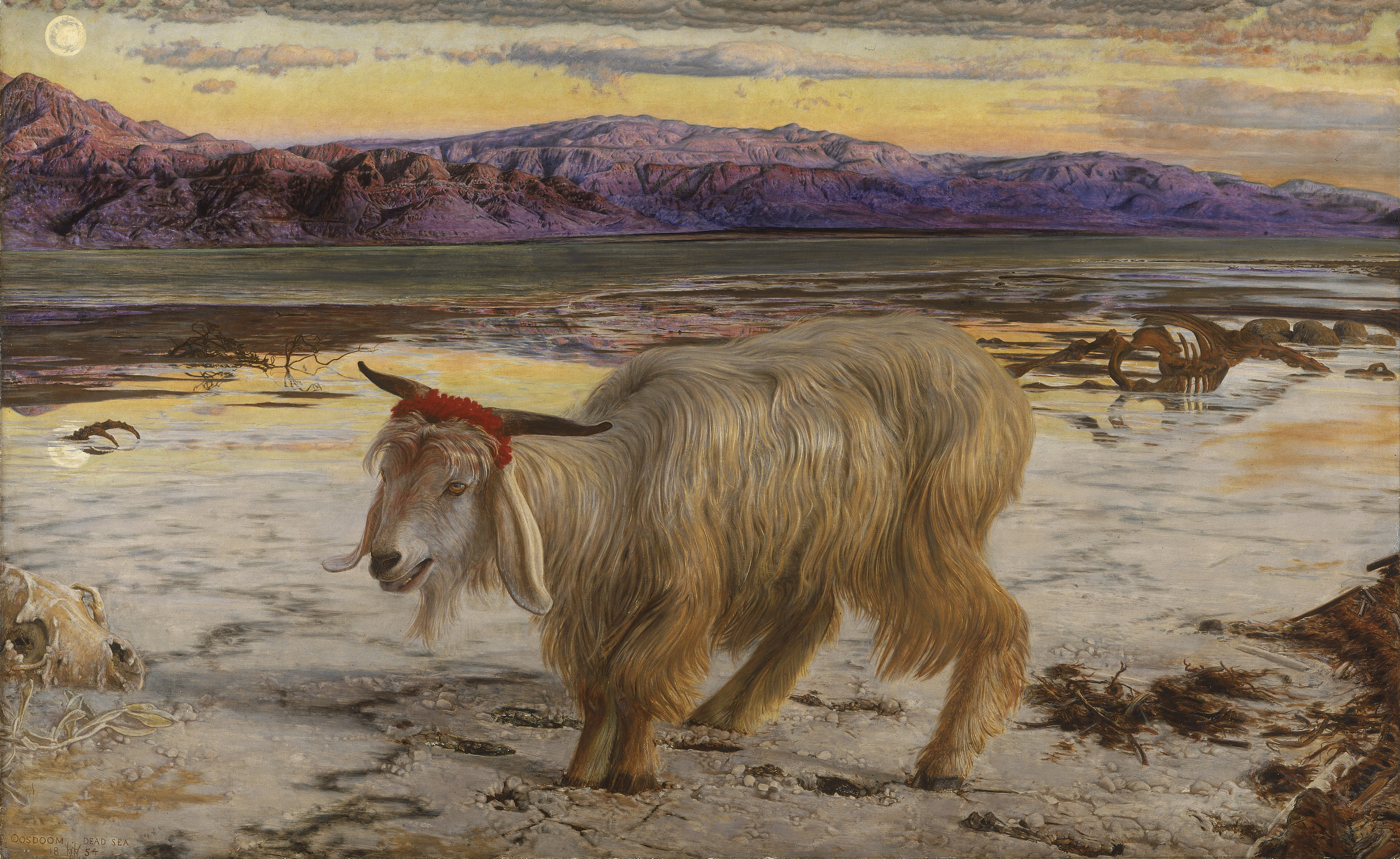
Họa phẩm về con dê gánh tội

Trong Kinh Thánh, con dê gánh tội, con dê tế thần hay Oan dương (tiếng Hebrew: עזאזל) là một con dê được thả vào sa mạc để dâng hiến cho Azazel với ngụ ý là nó sẽ chịu tội thay cho những tội lỗi của người Do Thái nói riêng và loài người nói chung.
Trong ngày lễ Shabbat của người Do Thái, cộng đồng Do thái đặc biệt tiến dâng hai con dê đực trước bàn thờ. Một vị tư tế sẽ bắt thăm chọn giữa hai con:
| “         | Nó sẽ bắt thăm chọn giữa hai con dê : một thăm “dành cho ĐỨC CHÚA”, một thăm “dành cho quỷ A-da-dên.” A-ha-ron sẽ tiến dâng con dê trúng thăm “dành cho ĐỨC CHÚA” và dùng làm lễ tạ tội. Còn con dê trúng thăm “dành cho A-da-dên”, A-ha-ron sẽ để sống và đặt trước nhan ĐỨC CHÚA, để cử hành lễ xá tội trên nó và thả nó cho A-da-dên trong sa mạc. | ” |
| — Lv 16:8 | |   |

## Nghi thức
Cựu Ước báo trước trong nghi lễ tạm gọi là Oan dương, theo đó Dương là con dê, oan là mang lấy oan nghiệt, tội vạ lên mình nó. Ngày 10 tháng 7, dân Do Thái cử hành đại Lễ Đền Tội một cách long trọng. Họ phải hãm mình và ăn chay chung. Sau khi vị tư tế chọn thăm dâng một con dê cho Azazel (A-da-dên), người ta dẫn con dê còn sống tới. Vị tư tế đặt hai tay lên đầu con dê này, rồi xưng thú trên nó tất cả lỗi lầm của toàn dân hay còn gọi là động tác xưng mọi tội lỗi của cả dân sự. Ông này trút tất cả những tội lỗi đó lên mình con dê gánh tội hay oan dương. 

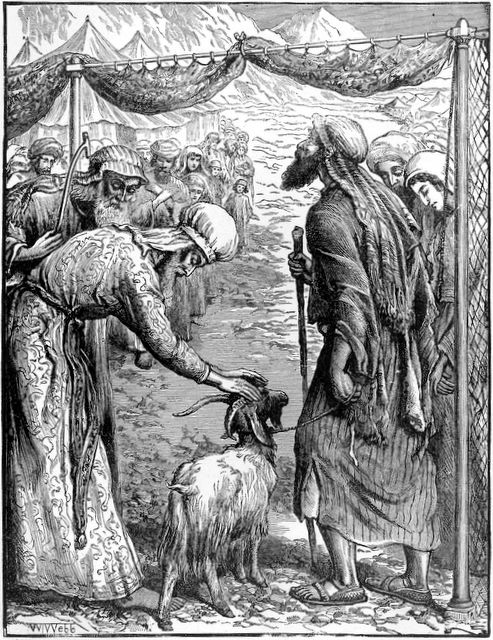
Cảnh đuổi con dê gánh tội này ra sa mạc

Sau khi xưng thú tội cộng đồng xong, vị tư tế sẽ nhờ một người phục dịch dẫn con dê này thả sâu vào sa mạc, nơi đồng vắng, là nơi hoang vu để thả nó ra, cho nó trốn thoát. Người thả dê khi trở về phải làm những việc thanh tẩy để tránh sự uế tạp lây lan từ chính con dê đó. Anh chàng này phải giặt áo và tắm rửa một cách thật kỷ lưỡng trước khi anh ta trở về và tái hòa nhập với cộng đồng. Sách Lê-vi chương 16, câu 22 chép: Con dê sẽ mang trên mình mọi lỗi lầm của chúng vào hoang địa.
Về số phận con dê bị đẩy ra sa mạc, con dê này gánh mọi tội lỗi cộng đồng Do Thái mà đi lạc lõng trong sa mạc. Thức ăn của dê là cỏ tươi mà giữa một sa mạc khô cằn, không cỏ, không có gì để ăn lót dạ, không nước uống, nhưng đồng thời lại có thú dữ ăn thịt như sư tử và chó sói quanh quẩn, thì số phận của con dê gánh tội coi như đã được định đoạt. Chỉ vì phải gánh tội cho cộng đồng mà nó giờ đây chính nó phải sống trong đói khát và sợ hãi, và cuối cùng nó sẽ chết trong đau đớn, có khi là kiệt sức vì đói khát, có khi bị phanh thây bởi một con sư tử hay một đàn sói dữ tợn.
Vẫn còn có sự tranh cãi quanh quẩn việc giải nghĩa chữ Azazel, có thể nói chỉ về chính con dê đực này, đó là con dê đực bị dắt ra ngoài thả đi và cũng có thể là tên nơi chốn mà con dê bị đem đến. Người ta gọi con dê đó là Oan dương, vì nó mang trên mình nó tất cả gánh tiền khiên, oan nghiệt của dân sự, rồi bị thả vào nơi sa mạc, thú dữ sẽ ăn thịt nó. Chữ oan này cũng còn có nghĩa là hàm oan có nghĩa rằng con dê này thực sự bị oan khuất vì xét về mặt thực chất, con dê này không hề phạm tội, người ta lấy tội của dân sự, đặt tay trút lên đầu nó, đổ tội và giá họa lên đầu nó.
Nhưng cũng có ý kiến cho rằng Azazel có nghĩa là trốn thoát (scape, departure), và Azazel có nghĩa là con dê được thoát khỏi chết vì nó sẽ không bị giết tươi ngay tại chỗ như con dê thứ nhất dâng lên cho Chúa mà nó sẽ bị đuổi vào sa mạc và vẫn có cơ hội sống sót, con dê thuộc về Azazel không bị giết, nhưng để cho sống và bị đuổi vào trong đồng vắng. Điều này sau đó được cắt nghĩa bằng hình tượng Đức Giê-su chỉ bị giết một lần.

## Diễn giải

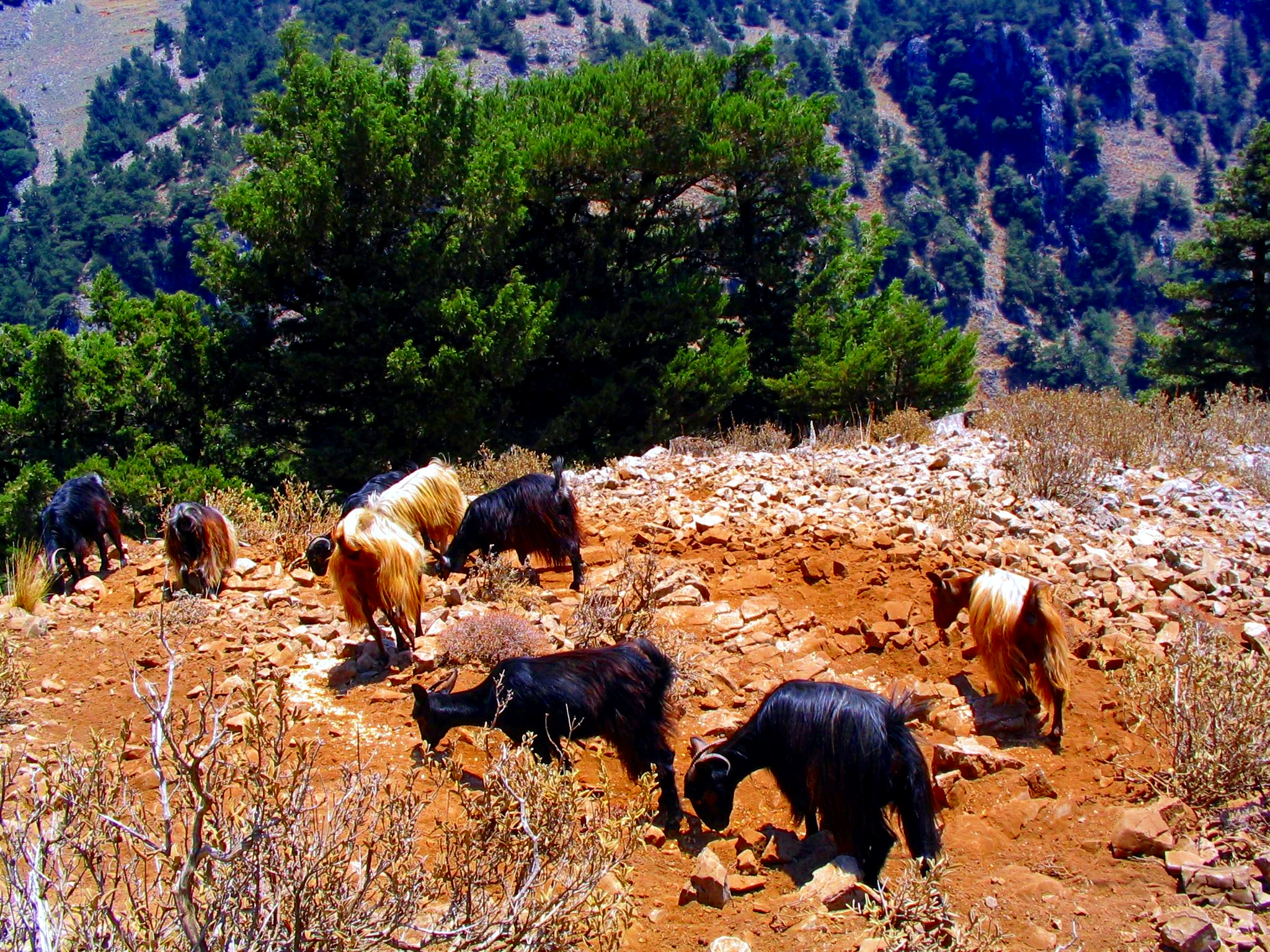
Những con dê gánh tội ngày nay

Qua sự việc này, người ta bình thêm rằng con dê này cũng giống như số phận của Chúa, hay nói cách khác, Chúa là con dê, đó là ẩn dụ về Giêsu, điểm tương đồng ở chỗ con dê gánh tội nhưng bản thân nó thì vô tội, phải gánh mọi tội lỗi của cộng đồng Do thái mà bị dẫn vào sa mạc thì Giê-su cũng giống như con dê này, ông là người vô can nhưng cũng đã phải gánh nhiều tội lỗi của trần gian vào thân mình, con dê này bị ném vào sa mạc cũng giống như Chúa chơ vơ giữa một thế giới sa mạc vô tình và hờ hững của con người.
Con dê gánh tội đã sống trong đói khát và sợ hãi, phải ở giữa loài thú dữ dằn, bị phanh thây nơi hàm một con sư tử hay một bầy sói, thì Chúa cũng phải bị chịu sự trừng phạt của pháp luật La Mã bằng hình thức đóng đinh, treo trên cây thập tự. Thực tế cho thấy cuộc đời của Chúa gắn liền với nỗi thống khổ, dù sống trong sự khiêm hạnh nhưng sau đó do truyền bá giáo lý mà bị chính quyền La Mã bắt và hành hạ sau đó tử hình. Con dê đực bị giết để dâng cho Đức Chúa Trời là một mặt của sự chết của Chúa. Con dê đực để sống nghĩa bóng về một mặt của công việc chúa.
Về phần con dê đực bị đuổi ấy là một vấn đề khó, nó bị đuổi đi nghĩa là mang tội lỗi của dân sự đi xa cách khỏi mặt Đức Chúa (Thánh vịnh 103:12; Mi-kha 7:19; I-sai-a 38:17 và 43:25), con dê đực mang gánh nặng tội lỗi đi để dời đi cách hoàn toàn chỉ về ảnh hưởng sạch tội của đức tin trong của lễ đó. Đây là hình ảnh Chúa Giêsu Kitô gánh nhận trên vai mọi tội lỗi của dân sự, như I-sai-a đã nói lên trước đây rằng: Chính người đã mang lấy những bệnh tật của chúng ta, đã gánh chịu những đau khổ của chúng ta (Is 53:4).
Con dê thuộc Azazel làm hình bóng về Đức Giê-su mang tội lỗi và yêu cầu phải ăn năn tội và cầu xin sự tha thứ của Chúa. Con dê thuộc về Azazel không bị giết mang ý nghĩa Đức Giê-su chịu chết chỉ một lần trên thập tự giá, máu ông chỉ đổ ra lần một lần là đủ linh nghiệm để tha thứ cho tội lỗi. Đức Giê-su không cần phải chịu chết thêm lần nào nữa (Híp-ri 10:10), và vì không dùng huyết của dê đực và của bò con, nhưng dùng chính huyết mình, mà được sự chuộc tội nhiều đời. Đó là lý do tại sao con dê thứ hai không phải chịu chết.